# Никола Миленковић
Никола Миленковић (Београд, 12. октобар 1997) јесте српски фудбалер који игра на позицији штопера. Тренутно је играч Нотингем Фореста и репрезентације Србије.

## Каријера

### Партизан
Након што је прошао омладинску школу Партизана, Миленковић је позајмљен Телеоптику за сезону 2015/16. Почетком 2016. Миленковић се прикључио првом тиму Партизана. За први тим је одиграо неколико утакмица на припремама на Кипру. 10. априла 2016. Миленковић је дебитовао у Суперлиги Србије у победи 4:0 против лучанске Младости. Миленковић је такође почео утакмицу против Чукаричког, али је у 29. минуту добио директан црвени картон после фаула над Петром Бојићем. У последњем колу Суперлиге Србије у сезони 2015/16. је постигао гол у победи Партизана 3:2 над Војводином. То је уједно и 100. гол који је Партизан постигао у сезони. У својој првој сезони у Суперлиги Србије Миленковић је одиграо 4 утакмице и постигао 1 гол. Дана 27. маја, на свом последњем мечу за Партизан, Миленковић је постигао једини и победоносни гол главом против највећег ривала Партизана — Црвене звезде, којим је освојена дупла круна те сезоне, односно лигашко такмичење 2016/2017. и национални куп.

### Фјорентина
Дана 24. маја 2017. године, председник Партизана Милорад Вучелић потврдио је да ће се Миленковић током лета придружити Фјорентини у Серији А. Трансфер је износио 5,1 милион €. Миленковић је дебитовао за Фјорентину у победи над Каљаријем 22. децембра 2017, када је одиграо 84 минута утакмице. Током првих неколико месеци, Никола се привикавао на нову средину и зато га тренер Виоле Стефано Пиоли није често убацивао у стартну поставу. Међутим, трагична смрт капитена екипе Давидеа Асторија је натерала Пиолија да промени мишљење и да чешће убацује Николу у стартних једанаест.

### Репрезентација
Иако није учествовао у квалификацијама за мундијал, добрим играма у Фјорентини добио је позив селектор Младена Крстајића за Светско првенство у Русији.

## Трофеји и признања

### Партизан
- Првенство Србије (1) : 2016/17.
- Куп Србије (2) : 2015/16, 2016/17.

Појединачни
- Члан идеалне екипе сезоне у Лиги конференције: 2022/23.[9]
- Најбољи трансфер Премијер лиге према сајту "Гоал".[10]